# Mort d'Amadou Koumé
Le 6 mars 2015, dans un bar près de la gare du Nord à Paris, Amadou Koumé, un fils d’immigrés sénégalais, meurt à l'âge de 33 ans, après une intervention de la BAC, alors qu'il était en situation de grande vulnérabilité psychologique. Il succombe à une « asphyxie mécanique lente », liée à deux clés d’étranglement et à son maintien au sol sur le ventre pendant plus de six minutes. 
Après une enquête préliminaire confiée à l’IGPN et un classement sans suite en novembre 2015, la famille de la victime porte plainte avec constitution de partie civile en juillet 2015 et une information judiciaire est ouverte en juin 2016. Trois policiers sont mis en examen, l'un pour « violences volontaires ayant entraîné la mort sans intention de la donner », et deux autres pour « homicide involontaire ». 
Le 29 mai 2018 le défenseur des droits « constate avec regret que l'interpellation [d'Amadou Koumé] […] par les services de police a été entachée de manquements à tous les niveaux de la chaîne d'intervention ». 
L’instruction du dossier se termine le 1er février 2021. 
En septembre 2022, trois policiers jugés pour homicide involontaire sont reconnus coupables de « fautes » en lien direct avec la mort d’Amadou Koumé et condamnés à quinze mois de prison avec sursis.

## Documents
- Défenseur des droits, « Décision n° 2018-155 » [PDF], sur juridique.defenseurdesdroits.fr, 29 mai 2018